# Carrer de Baix (la Granada)
El carrer de Baix, actualment carrer Poeta Cabanyes, és un carrer adossat longitudinalment al nucli antic de la Granada (Alt Penedès) conformat per un conjunt d'habitatges a l'interior del nucli urbà, catalogat a l'Inventari del Patrimoni Arquitectònic de Catalunya. Es tracta d'un carrer estret i irregular, amb edificis entre mitgeres a ambdues bandes i dues petites places amb jardins privats. Les cases conserven interessants elements arquitectònics i històrics, arcs adovellats d'entrada a les cases, contraforts, llindes, ampits i brancals de pedra de portes i finestres, i escuts.
El carrer de Baix es va formar a partir de la muralla del nucli antic de la Granada. Així, les cases d'una de les seves bandes estarien adossades a la muralla o en formarien la part externa. En aquesta part del poble se celebrava el mercat, un dels més antics de Catalunya. Diverses inscripcions a les façanes fan possible la datació dels edificis, tant pel que fa a la construcció com a successives reformes (núm. 2, 1601, 1617, 1623, 1704. núm. 4, 1775, 1940. núm. 9, 1852. núm. 15, 1737. núm. 17, 1916).